# Ramon Lopes
Ramon Lopes de Freitas (Belo Horizonte, 7 agosto 1989) è un calciatore brasiliano, attaccante svincolato.

## Palmarès

### Competizioni nazionali
- Coppa del Re dei Campioni: 1

Al-Fayha: 2021-2022